# 博东海伊
博东海伊，是匈牙利杰尔-莫雄-肖普朗州所辖的一个村。总面积11.10平方公里，总人口299，人口密度26.9人/平方公里（2011年1月1日）。